# 阿布哈兹—德涅斯特河沿岸关系
阿布哈兹和德涅斯特河沿岸于1993年1月22日签署了友好合作条约。2006年6月14日，阿布哈兹、德涅斯特河沿岸共和国和南奥塞梯在蒂拉斯波尔举行领导人会议，并组成国家民主与权利共同体。2007年，阿布哈兹总统谢尔盖·巴加普什任命亚历山大·瓦塔曼为阿布哈兹驻德涅斯特河沿岸全权代表。2008年3月7日，巴加普什正式颁布了关于在德涅斯特河畔建立阿布哈兹官方代表的法令，并于2008年7月18日在蒂拉斯波尔开设了代表处。哈利·库帕尔巴是在阿布哈兹的德涅斯特河沿岸地区的官方代表。